# Coppa CERS 1982-1983
La Coppa CERS 1982-1983 è stata la 3ª edizione dell'omonima competizione europea di hockey su pista riservata alle squadre di club. Il torneo ha avuto inizio il 2 aprile e si è concluso il 16 luglio 1983.
Il titolo è stato conquistato dall'Amatori Vercelli per la prima volta nella sua storia.

## Squadre partecipanti
| Nazione        | Club             | Città            | Qualificazione                    |
| -------------- | ---------------- | ---------------- | --------------------------------- |
| Francia        | Coutras          | Coutras          | 3º in 1ere Division 1982          |
| Francia        | Gujan-Mestras    | Gujan-Mestras    | 4º in 1ere Division 1982          |
| Germania Ovest | Darmstadt        | Darmstadt        | 3º in 1 Bundesliga 1982           |
| Italia         | AFP Giovinazzo   | Giovinazzo       | 3º in Serie A 1981-1982           |
| Italia         | Amatori Vercelli | Vercelli         | 2º in Serie A 1981-1982           |
| Paesi Bassi    | Lichtstad        | Eindhoven        | 4º in 1ª Klasse 1982              |
| Paesi Bassi    | Residentie       | L'Aia            | 3º in 1ª Klasse 1982              |
| Portogallo     | Belenenses       | Lisbona          | 5º in 1ª Divisão 1982             |
| Portogallo     | Juventude Viana  | Viana do Castelo | 4º in 1ª Divisão 1982             |
| Spagna         | Cibeles          | Oviedo           | 3º in División de Honor 1981-1982 |
| Spagna         | Tordera          | Tordera          | 6º in División de Honor 1981-1982 |
| Svizzera       | Thunerstern      | Thun             | 2º in Lega Nazionale A 1982       |

## Risultati

### Primo turno
| Squadra 1 | Totale  | Squadra 2        | Andata | Ritorno |
| --------- | ------- | ---------------- | ------ | ------- |
| Cibeles   | 7 - 10  | AFP Giovinazzo   | 5 - 4  | 2 - 6   |
| Darmstadt | 8 - 19  | Amatori Vercelli | 5 - 9  | 3 - 10  |
| Lichtstad | 21 - 7  | Gujan-Mestras    | 11 - 2 | 10 - 5  |
| Tordera   | 12 - 10 | Residentie       | 5 - 1  | 7 - 9   |

### Quarti di finale
| Squadra 1       | Totale | Squadra 2        | Andata | Ritorno |
| --------------- | ------ | ---------------- | ------ | ------- |
| Belenenses      | 4 - 8  | Amatori Vercelli | 4 - 1  | 0 - 7   |
| Coutras         | 7 - 10 | Tordera          | 3 - 2  | 4 - 8   |
| Juventude Viana | 7 - 6  | Lichtstad        | 6 - 2  | 1 - 4   |
| Thunerstern     | 2 - 8  | AFP Giovinazzo   | 2 - 3  | 0 - 5   |

### Semifinali
| Squadra 1       | Totale | Squadra 2        | Andata | Ritorno |
| --------------- | ------ | ---------------- | ------ | ------- |
| Juventude Viana | 8 - 11 | AFP Giovinazzo   | 7 - 2  | 1 - 9   |
| Tordera         | 8 - 12 | Amatori Vercelli | 7 - 2  | 1 - 10  |

### Finale
| Squadra 1        | Totale | Squadra 2      | Andata | Ritorno |
| ---------------- | ------ | -------------- | ------ | ------- |
| Amatori Vercelli | 13 - 6 | AFP Giovinazzo | 6 - 4  | 7 - 2   |